# Zakarya Bergdich
Zakarya Bergdich (Compiègne, 7 de enero de 1989) es un futbolista profesional francés nacionalizado marroquí que juega como defensa.

## Selección nacional
Fue internacional absoluto con la selección marroquí.

## Estadísticas

### Clubes
| Club                      | País       | Periodo   | Partidos | Goles |
| ------------------------- | ---------- | --------- | -------- | ----- |
| UJA Alfortville           | Francia    | 2009-2010 | 31       | 1     |
| R. C. Lens                | Francia    | 2010-2013 | 56       | 2     |
| Real Valladolid C. F.     | España     | 2013-2015 | 43       | 5     |
| Genoa C. F. C. (cedido)   | Italia     | 2015      | 11       | 0     |
| Charlton Athletic F. C.   | Inglaterra | 2015-2016 | 26       | 1     |
| Córdoba C. F.             | España     | 2016-2017 | 21       | 0     |
| F. C. Sochaux-Montbéliard | Francia    | 2017-2018 | 28       | 0     |
| Belenenses SAD            | Portugal   | 2018-2019 | 28       | 0     |
| Denizlispor               | Turquía    | 2019-2021 | 41       | 0     |
| BB Erzurumspor            | Turquía    | 2021      | 6        | 0     |
| Erzurumspor F. K.         | Turquía    | 2022-2023 | 8        | 0     |

### Selección nacional
| Selección              | Partidos | Goles |
| ---------------------- | -------- | ----- |
| Selección de Marruecos | 19       | 0     |